# Mega Man (jeu vidéo, 1987)
Vous lisez un « article de qualité » labellisé en 2018.
Pour les articles homonymes, voir Mega Man (homonymie).
Mega Man (Rockman au Japon) est un jeu d'action-plates-formes développé et édité par Capcom en 1987, sur la NES. C'est le premier jeu de la franchise Mega Man et de la série de jeux vidéo originale. Mega Man est réalisé par une petite équipe spécialisée sur le marché du jeu vidéo à domicile, une première pour Capcom, qui jusque-là a centré ses activités sur le jeu vidéo d'arcade. Il est produit par Takashi Nishiyama, et réalisé par Akira Kitamura, avec Nobuyuki Matsushima en tant que programmeur principal.
Le jeu met en scène le robot humanoïde et personnage joueur Mega Man luttant contre le savant fou Dr Wily et ses six Robot Masters. Le gameplay non linéaire de Mega Man permet au joueur de choisir l'ordre dans lequel effectuer les six niveaux de départ. Chacun se termine par un combat contre un boss appelé Robot Master, dont la victoire permet à Mega Man d'obtenir de chacun d'entre eux une arme unique lui permettant de venir à bout des autres boss.
Mega Man est bien accueilli par la presse spécialisée, qui relève sa grande difficulté de jeu, mais apprécie la conception globale, malgré un accueil commercial mitigé. Mega Man établit plusieurs marqueurs repris dans les suites de la série, des sous-séries et des jeux dérivés, tels que le gameplay, l'histoire et l'aspect graphique. Le jeu est par la suite inclus dans plusieurs compilations de jeux vidéo et réédité sur consoles, sur différents services de téléchargement et sur téléphone mobile. En 2006, un remake du jeu en trois dimensions sort sous le titre Mega Man Powered Up sur PlayStation Portable.

## Trame

### Personnages et univers
Mega Man replace le joueur dans la peau de Mega Man, un robot humanoïde de couleur bleue muni d'un canon à la place du bras droit. C'est le robot assistant du Dr Light, reprogrammé pour lutter contre le Dr Wily.
Roll, la sœur de Mega Man, ressemble au personnage nommé Candy issu du manga éponyme.

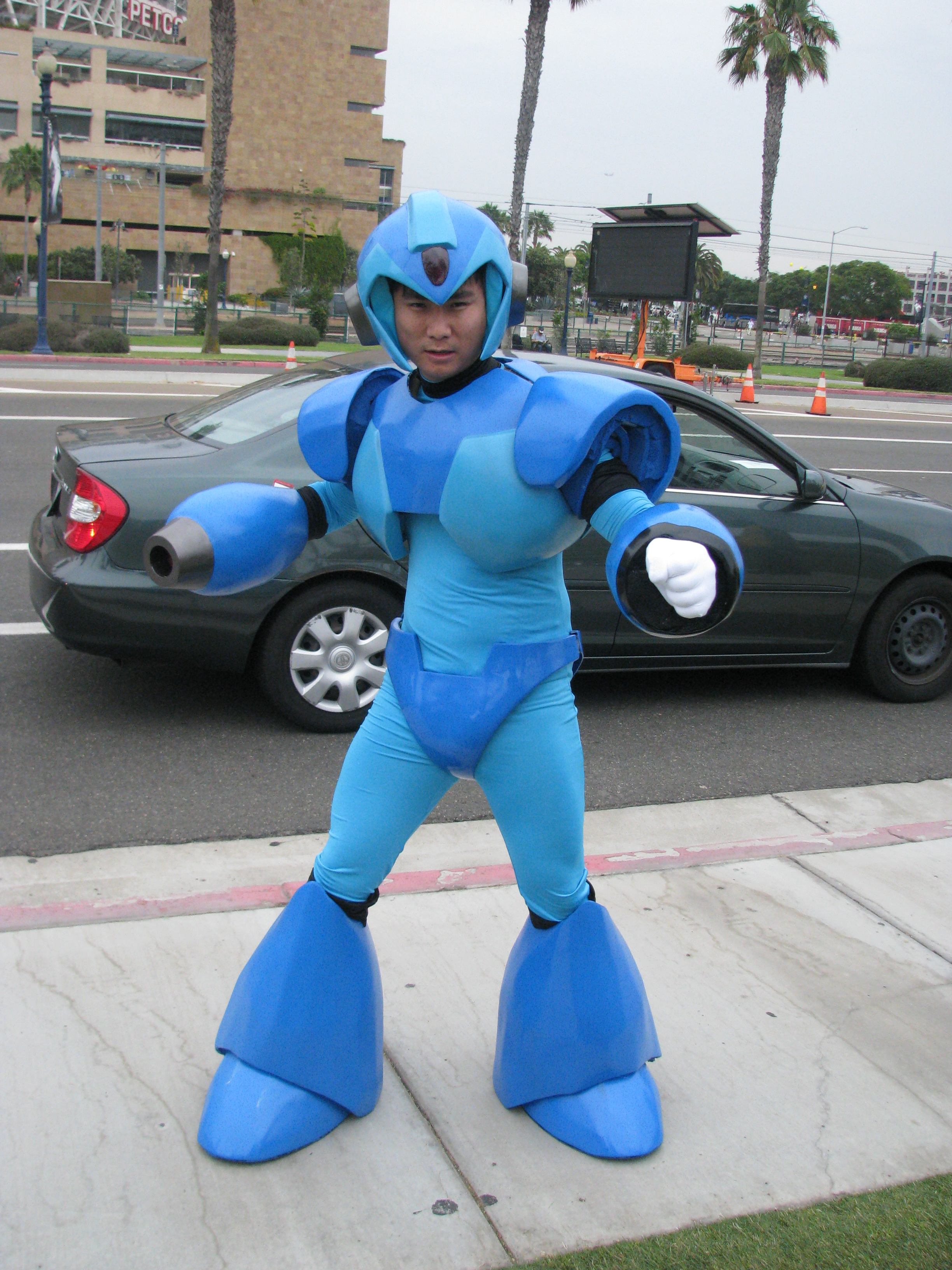
Cosplay de Mega Man.

Le Dr Light et le Dr Wily ressemblent respectivement au Père Noël et à Albert Einstein,. Durant sa jeunesse, Dr Wily est considéré comme un fauteur de troubles. Il trahit le Dr Light, ce qui pousse ce dernier à reprogrammer Mega Man en guerrier.
Les six Robot Masters (Mega Man, Bomb Man, Guts Man, Elec Man, Cut Man, et Ice Man) sont à l'origine utilisés par le Dr Wily pour construire la ville de Monsteropolis. Bomb Man est initialement chargé grâce à ses bombes de raser de grandes étendues pour permettre la reconstruction de la ville. Guts Man est à l'origine pensé pour soulever, porter et détruire de gros rochers. Elec Man est chargé avant sa reprogrammation de toutes les opérations électriques dangereuses. De son côté, Cut Man est tout d'abord pensé pour couper des arbres et réaliser des tâches de déforestation. Ice Man peut réaliser toutes les tâches qu'un être humain peut faire, mais dans un environnement glacé,. Chaque boss possède son niveau, comportant un univers se rapportant à celui-ci, par exemple Ice Man évolue dans un monde glacé et Bomb Man vit dans un monde où figurent de nombreuses armes et bombes.
La trame du jeu, tout comme son scénario, est exclusivement présentée dans les différentes versions des manuels de jeu, au dos des boites de jeu dans les magazines de jeu vidéo et les publicités.

### Scénario
En l'an 200X, les robots développés pour assister l'espèce humaine sont monnaie courante, grâce aux efforts du célèbre concepteur en robotique, le Dr Light et de son assistant, le Dr Wily. Six Robot Masters sont créés pour servir les habitants de Monsteropolis, des robots humanoïdes très avancés destinés à l'activité industrielle, appelés Cut Man, Guts Man, Ice Man, Bomb Man, Fire Man, et Elec Man. Cependant un jour, le Dr Wily finit par trahir la cause avec pour dessein de dominer le monde. Il reprogramme les six robots dans le but de l'aider à prendre le contrôle de la planète, et crée les sept mondes de Monsteropolis. Le Dr Light reprogramme le premier Robot Master, qui devient alors Mega Man, et qui gagne ses confrontations avec les six robots appelés Robot Masters, puis récupère leur noyau central. Il affronte alors le Dr Wily dans son usine de construction de robots basée dans l'océan Pacifique. Mega Man réussit à le vaincre et retourne dans sa famille,.
Le scénario de la version japonaise diffère légèrement de celui de la version occidentale. Dans celle-ci, le Dr Light crée ces robots pour assister l'espèce humaine (Monsteropolis n'existe pas). Ces robots deviennent soudainement incontrôlables et commencent à attaquer la population, dont les six Robot Masters. Le Dr Light se rend alors compte que le coupable est son vieux rival le Dr Wily, qui prévoit de dominer le monde, mais il ne sait pas vraiment quoi faire. Son robot assistant appelé Rock, qui a un sens de la justice élevé, lui propose de le convertir en robot de combat dans le but d'affronter le Dr Wily et contrecarrer ses plans. Le Dr Light envoie alors Mega Man pour détruire les six Robot Masters et arrêter le Dr Wily,.

## Système de jeu
Mega Man est un jeu de plates-formes à défilement horizontal en deux dimensions, agrémenté de phases de shoot 'em up,. La technique du flip-screen est également parfois utilisée. Il est composé de six niveaux qui peuvent être joués dans n'importe quel ordre, mais le gameplay reste linéaire. Le jeu comporte en outre un niveau final. Il bénéficie d'une difficulté de jeu largement reconnue comme élevée. Dans chaque niveau, le personnage joueur combat de nombreux ennemis et doit franchir des plates-formes et des difficultés, avant d'affronter en fin de chaque niveau un boss appelé Robot Master. À chaque fois que l'un d'entre eux est vaincu, le personnage récupère son attaque signature ou une arme spéciale, qui lui permet de vaincre un autre boss sensible à celle-ci. Bien que le joueur puisse effectuer les niveaux dans n'importe quel ordre, les boss sont vulnérables à une arme particulière, obligeant le joueur à effectuer les niveaux dans un certain ordre. Le joueur a ainsi la possibilité de rejouer les niveaux et doit trouver l'ordre stratégique pour réussir à les terminer. Par exemple, Ice Man offre une fois vaincu un rayon glacé, qui sert à éliminer le boss Fire Man. Chaque arme apporte un atout offensif particulier comme le feu, la glace, l'électricité, ou des bombes. De cet aspect découle un gameplay centré sur les objets, notamment sur les armes. Mega Man change de couleur en fonction de l'arme utilisée, et saute de plus en plus haut en fonction du temps pendant lequel le joueur appuie sur le bouton. Contrairement au Mega buster, l'arme de base de Mega Man, les Robot Masters doivent se réapprovisionner en munitions, en collectant des items laissés par les ennemis après leur mort. Les ennemis laissent également des items (en deux tailles différentes, petit et grand) qui permettent de régénérer la barre de vie de Mega Man. Le joueur peut également récupérer de rares vies supplémentaires. Quand le personnage joueur est touché, il clignote et devient invincible pendant quelques instants. Il est possible de recommencer plusieurs fois le jeu, en conservant le score, mais la difficulté de jeu reste identique.
En plus des armes acquises aux dépens des Robot Masters, le joueur peut récupérer un générateur de plates-formes appelé Magnet beam dans le niveau d'Elec Man,. Mega Man intègre également un système de score, que le joueur peut augmenter en gagnant des points lorsqu'il élimine chaque ennemi. Il gagne également des points lorsqu'il collecte des power-ups que laissent les ennemis lorsqu'ils meurent, et quand le niveau est terminé. Quand les six niveaux sont terminés, le septième et dernier niveau est débloqué : Mega Man traverse alors l'usine de construction de robots du Dr Wily, qui est composée de quatre niveaux connectés entre eux. Chacun d'entre eux comporte un nouveau boss. Cependant, les six Robot Masters doivent également être vaincus à nouveau avant le combat ultime contre le Dr Wily. Le jeu ne proposant pas de sauvegarde, ni de mot de passe, le joueur doit entièrement recommencer le jeu en cas d'arrêt ou de redémarrage de la console.

## Développement

### Changements de plates-formes et équipe
Depuis le début de son histoire et avant de plancher sur Mega Man, Capcom produit des jeux d'arcade et les jeux vidéo sur console de salon édités sont essentiellement des portages de ceux-ci,. Au milieu des années 1980, l'entreprise décide de développer le jeu Mega Man,. Si les premiers épisodes de la série sont réputés pour être liés à la NES, le jeu est tout d'abord pensé pour une autre plate-forme. Logiquement, Capcom, alors l'un des leaders sur le marché de l'arcade, imagine d'abord ce projet pour les salles d'arcade, d'autant plus qu'à l'époque les consoles sont moins puissantes, donc plus limitées en termes de créativité. Cependant, en découvrant les premières évolutions, la direction considère que ce genre de jeu n'est pas destiné à ce public. Le système de score est un vestige de la période où le choix de la plate-forme n'est pas encore définitif, à l'époque où le jeu était destiné à l'arcade. Le projet est alors réorienté sur la Famicom, plus particulièrement sur le nouveau périphérique, le Famicom Disk System. Le jeu est donc spécifiquement destiné au marché du jeu vidéo à domicile japonais, pour rivaliser avec les jeux Super Mario Bros., Contra et Castlevania,. La quasi-totalité du jeu est d'ailleurs réalisé avec le kit de développement de la plate-forme Famicom Disk System. Des vestiges de cette plate-forme figurent dans la version finale du jeu. À la fin de chaque niveau, le joueur doit passer par une grille donnant sur un grand couloir vide menant au repaire du boss. Si de nombreux joueurs ont pensé que le but de ce couloir est de leur permettre de souffler quelques instants avant le combat final, il est en réalité créé afin de laisser le temps à la plate-forme de charger les éléments suivants, notamment les données du boss. Ces couloirs ont donc été rajoutés pour permettre les temps de chargement, sans que le joueur ne s'en rende compte. Par la suite, la direction décide une nouvelle fois de changer de plate-forme, vers la NES et le support cartouche traditionnel, mais ce couloir est conservé pour des raisons esthétiques, arborant un scrolling forcé, ralentissant le personnage, en suspension, dans un « effet [peu commun] à l'époque ».
Mega Man est développé par une équipe de six personnes, dirigée par Akira Kitamura. Capcom décide d'inclure dans l'équipe de jeunes et nouveaux talents, comme Keiji Inafune, tout récemment diplômé, qui a commencé à travailler sur Street Fighter,. Inafune dévoile que l'équipe qui a développé Mega Man a travaillé dur pour arriver à terminer le jeu, en particulier avec un superviseur de projet et un concepteur principal qui exigent la perfection dans tous les aspects de la création du jeu.

### L'arrivée de Keiji Inafune et création deMega Man
Keiji Inafune rejoint le projet alors qu'il a déjà débuté. Il conçoit et illustre la quasi-totalité des personnages et des ennemis, ainsi que le logo japonais Rockman, la boîte et le manuel de jeu. Il est également responsable du transfert des visuels sous forme de croquis vers des sprites,,. « Nous n'avions pas beaucoup de personnel, donc après avoir créé les personnages, j'ai réalisé la pixellisation pour la Nintendo », déclare Inafune. « À l'époque le personnel n'était pas spécialisé et nous devions savoir faire beaucoup de choses, tellement on était peu. Tout ceci m'a conduit à réaliser tous les personnages » rajoute-t-il.
Bien qu'il soit souvent crédité pour la création du personnage de Mega Man, Inafune insiste sur le fait qu'il n'a fait que la moitié du travail, dans la mesure où son mentor, Akira Kitamura, a développé le concept de base du personnage avant son arrivée,. Akira Kitamura crée le sprite statique original de Mega Man, et s'assure qu'il puisse être correctement distingué par rapport aux arrière-plans du jeu. Par la suite, Inafune crée une illustration plus affinée du personnage. Inafune se réfère à ce processus comme « une rétro-création de personnage » (« a reverse character design »), car le processus traditionnel est inversé, les artistes créant d'abord les concepts artistiques qui sont alors programmés en graphismes de jeu. Le personnage est programmé par Nobuyuki Matsushima. Inafune a pour rôle de concevoir de nouveaux personnages, dont le héros, qui est alors à l'état d'ébauche. Quand il est placé sur le projet, ce dernier est déjà un jeu de plates-formes et Mega Man ne dispose pas d'une arme conventionnelle, il tire avec le plat de la main lorsqu'il a ses deux bras, normaux, tendus vers l'avant. Estimant que l'effet n'est pas assez clair à l'écran, Inafune se voit confier la mission de recréer son aspect, de la tête aux pieds. Il imagine alors « différents personnages et différentes situations, mais plutôt que de [se] contenter de lui mettre un revolver dans la main, [il a] préféré le doter d'un psychogun ». Le terme psychogun (traduit en français par « rayon Delta ») est en premier lieu utilisé dans le manga Cobra publié à partir de 1978 et dans le dessin animé éponyme tiré de ce dernier. Par la suite, de nombreux héros japonais réutilisent cet aspect et Mega Man fait partie de ceux-ci. Pour ne pas avoir de problèmes de droits d'auteur avec l'éditeur du manga, mais aussi parce que le nombre de pixels disponibles pour le sprite de Mega Man est réduit, l'arme est raccourcie de moitié par rapport au premier croquis réalisés. D'autre part, l'appellation psychogun disparaît au profit du nouveau nom de Rock Buster (ou Mega Buster). La couleur bleue de Mega Man est choisie à cause des limitations techniques de la plate-forme NES. Cette couleur est celle qui possède le plus de nuances dans la palette de cinquante-six couleurs disponibles. Les différentes teintes choisies dans cette couleur bleue permettent ainsi d'améliorer les détails des visuel de Mega Man.
Kitamura a dévoilé que sa première volonté est de créer un personnage entièrement en blanc, ressemblant à une petite boule de mochi (gâteau de riz gluant japonais). Le choix du blanc permettait de renforcer le contraste avec les arrière-plans et les différentes couleurs en fonction des armes. Inafune confie que si Mega Man était sorti en arcade, il y a de fortes chances que le personnage ait eu une tenue de couleur rouge ou verte. Le sprite de Mega Man comporte cinq couleurs (noir, beige pour la peau, blanc pour les yeux, et les deux teintes de bleu pour son costume) alors que la console NES ne permet n'afficher que quatre couleurs sur chaque sprite de 8 × 8 pixels. En effet, l'équipe veut que le visage de Mega Man soit très expressif, avec un caractère particulier. Les développeurs veulent pour cela lui faire cligner des yeux. L'équipe parvient à contourner cette limitation en superposant deux sprites pour constituer le personnage de Mega Man. La tête du personnage est donc un sprite unique combiné à un deuxième (le corps), ce qui permet d'augmenter le nombre des couleurs. L'équipe choisit cette technique, connaissant pertinemment les risques de ralentissements et de clignotements qui pourraient être causés par les capacités limitées de la plate-forme. Mega Man a la particularité de présenter un contour composé de pixels noirs, ce qui est peu courant à l'époque puisque la quasi-totalité des héros des jeux vidéo ne possèdent pas cette caractéristique. Inafune choisit de faire ainsi car il veut renforcer l'aspect du personnage, qu'il ressorte bien et éviter qu'il se confonde avec le décor, d'autant plus que le ciel est composé de beaucoup de bleu, comme le personnage. Dans les premiers concepts, lorsque Mega Man est équipé d'une arme, il change complètement d'apparence. Par exemple, son casque arbore une protubérance à l'avant différente en fonction de l'arme et de l'élément (feu, eau, éclair...), à la manière du tokusatsu Ninja Captor. Cependant, Nobuyuki Matsushima propose alors le mécanisme du changement de couleur du personnage en fonction de l'arme, mais en conservant le design initial, concept qui remplace ces premières idées.

### Sources d'inspiration
Inafune précise que trois jeux ont servi de base à la création de Mega Man, qui est donc « un mix » de Super Mario Bros., Ghosts'n Goblins et Castlevania. Il précise aussi : « non, Metroid n'a pas été une source d'inspiration ». Pourtant, le jeu sorti plus d'un an auparavant comporte bien un personnage qui saute de plates-formes en plates-formes, armé d'un bras-canon. Du jeu du célèbre plombier, Mega Man puise son level design, son rythme de jeu, et sa gestion des sauts millimétrés. Le second sert de référence pour son niveau de difficulté élevé. Concernant le dernier, Inafune dévoile que durant tout le développement de Mega Man, l'équipe étudie beaucoup Castlevania et s'est grandement inspiré des mouvements des ennemis. Ceux-ci attaquent et se déplacent finalement de manière très similaire dans les deux jeux.
Certaines rumeurs sur Internet et certains magazines de presse spécialisée affirment également qu'à l'origine Mega Man est prévu pour être l'adaptation du manga Astro Boy d'Osamu Tezuka et que le personnage Astro Boy serait devenu Mega Man à la suite du refus de l'ayant droit concerné. Une partie des observateurs comparent attentivement chaque personnage des deux franchises pour en faire des parallèles. Si plusieurs médias estiment qu'Inafune est influencé par cette franchise pour la conception de Mega Man,,,, ce dernier dévoile dans une interview que cette rumeur est fausse et que la réalité est légèrement différente. Selon ses déclarations, Mega Man est créé pour être une nouvelle franchise, mais a failli devenir un jeu Astro Boy. À l'époque, le bureau marketing de Capcom intervient auprès des développeurs et considère qu'il est préférable d'utiliser la notoriété d'une franchise déjà existante, et en voyant le premier essai du projet, il pense immédiatement à Astro Boy. La direction demande alors à Inafune d'arrêter la création de Mega Man et de refaire tous les personnages et certains paysages à l'effigie de cette franchise pour que tous les éléments concordent bien avec celle-ci, pendant que la direction s'occupe d'acquérir les droits d'exploitation. Quelques semaines plus tard, après avoir refait tous les sprites, le bureau marketing informe que Capcom n'a finalement pas pu obtenir les droits et que l'équipe doit continuer à développer Mega Man. Inafune déclare avoir été très mécontent de la direction : à cause de « tout le temps perdu, j'aurais préféré qu'ils fassent leurs démarches avant de nous laisser croire qu'ils parviendraient à obtenir les droits ». Selon un journaliste français du mook Pix'n Love, les décors du niveau de Bomb Man, avec une ville futuriste comportant des tours en forme de boules ressemblant à celles où vivent Astro Boy et ses compagnons, pourraient être un vestige de cette transformation. De son côté, Kitamura déclare que Mega Man intègre un grand nombre d'influences mineures issues de mangas, d'animes et de tokusatsu, tels que Casshern, Astro Boy, Time Bokan, Android Kikaider, Kamen Rider et d'autres.

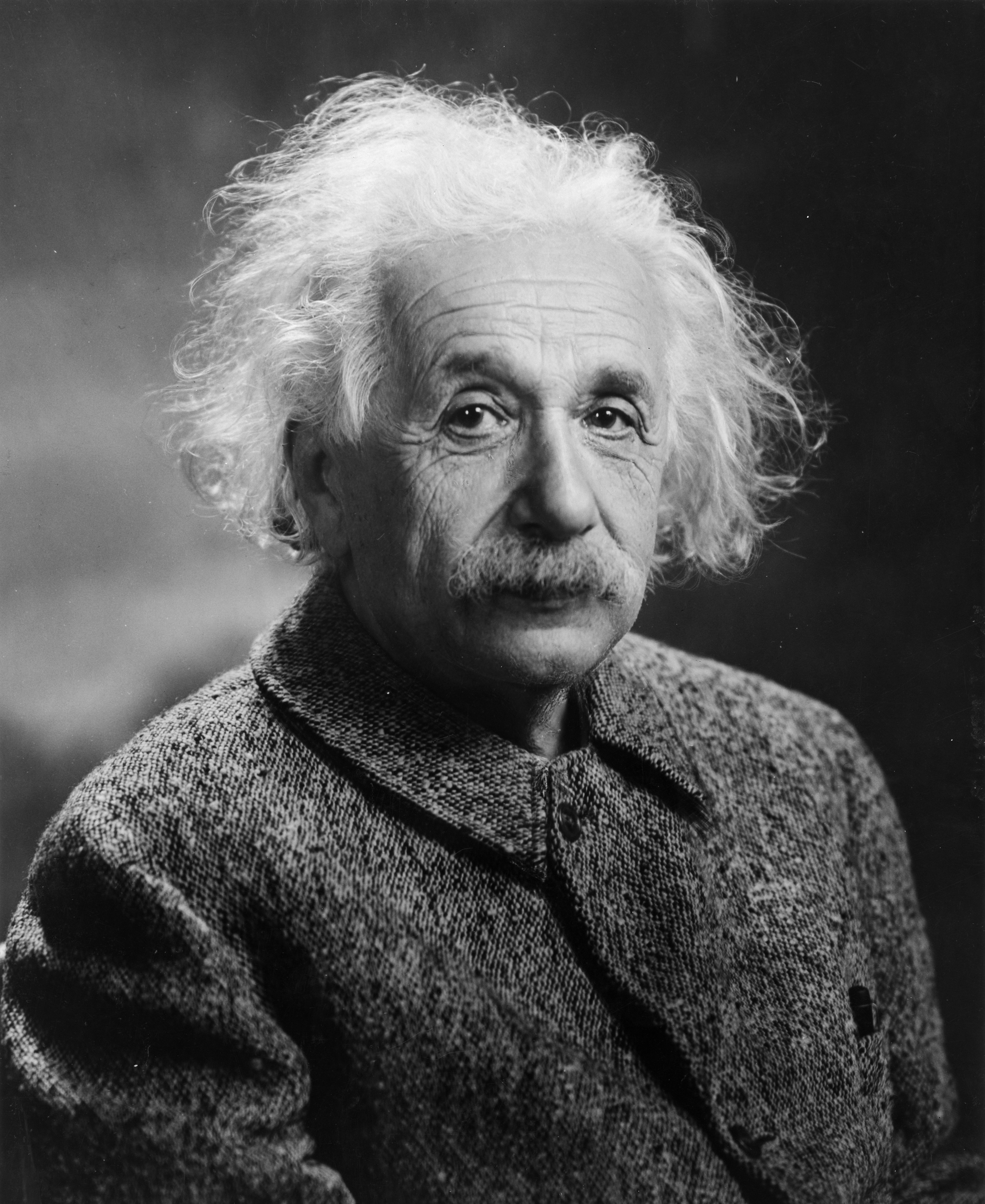
Le Dr Wily est inspiré d'Albert Einstein, et se veut être une représentation archétypale du savant fou (photo de 1947).

Mis à part les ennemis basiques, le premier personnage créé par Inafune est Elec Man, pour lequel il s'est inspiré de personnages de comics américains, notamment Wolverine,,. Inafune s'inspire donc des nombreux super-héros et dessins animées qu'il voit durant son enfance,. Les sprites de Roll et du Dr Light sont créés avant qu'il ne rejoigne le projet et la conception de Cut Man, d'Ice Man, de Fire Man, et de Guts Man avait déjà été débutée.
Le Dr Light et le Dr Wily sont respectivement imaginés à partir du Père Noël et d'Albert Einstein, ce dernier se voulant être une représentation archétypale du savant fou,. L'idée du Copy Robot (boss issu d'un mécanisme qui reproduit Mega Man à l'identique), s'impose à l'équipe car il n'y a à ce moment-là plus d'espace de stockage sur la ROM pour créer un nouveau personnage. Il reprend donc l'apparence de Mega Man et utilise le comportement d'Elec Man. Mega Man n'est pas le premier personnage créé pour le jeu. Au départ, Kitamura conçoit Cut Man et imagine un jeu dans lequel il découpe tous ses ennemis avec le ciseau qui est sur son casque. Le design de Roll, la sœur de Mega Man est basée sur celui du personnage nommé Candy issu du manga éponyme. Ce personnage est conçu au même moment que Mega Man. Un employé de Capcom conseille cependant de retirer les queues de cheval, dans la mesure où les deux personnages sont censés être « rock 'n' roll ».

### Level designet conception
Akira Kitamura, le réalisateur, a toujours une idée du gameplay qu'il veut appliquer à un jeu quand il commence son développement. Cependant, pour Mega Man, il imagine d'abord le scénario et l'univers du jeu. Kitamura dirige l'équipe avec deux principales idées en têtes. Il veut que la totalité des niveaux puissent être terminés en moins d'une heure, et que cela incite le joueur à y rejouer plusieurs fois. Il calcule également la durée nécessaire pour terminer chaque niveau et fait des ajustements pour que les niveaux des Robot Masters représentent la moitié de la durée du jeu et que la partie du Dr Wily représente l'autre. Afin de trouver un bon équilibre au niveau de la difficulté, Kitamura étudie de nombreux et divers jeux auxquels il joue et rejoue, afin de comprendre quelles sont les actions des ennemis, leurs niveaux de dangerosité ou leurs placements. À mi-chemin dans le processus de création, il met alors plusieurs règles en place pour gérer ces aspects, qui seront repris dans Mega Man 2. Par exemple, les ennemis arrivent par vagues de trois à quatre au maximum et utilisent tous la même attaque, le niveau de ces ennemis est graduel, et le dernier de chaque vague est le plus facile, enfin, la configuration des lieux et le placement des ennemis pour chaque vague permettent un ajustement de la difficulté. Les limitations de puissance de la plate-forme lui imposent ce choix. En effet, initialement, Kitamura veut, à la manière des jeux de stratégie en temps réel, afficher de nombreux personnages à l'écran pour que le joueur les « mitraille », mais l'idée est abandonnée. Peu d'ennemis apparaissent à l'écran et une plus grande variété des lieux permet de compenser ces retraits. La réduction du nombre d'ennemis a également permis à l'équipe de réaliser le sprite de Mega Man, notamment à cinq couleurs.
La version finale du jeu bénéficie d'une difficulté élevée. Pourtant, Inafune dévoile que le jeu a été simplifié et le niveau revu à la baisse. En effet à l'origine, le niveau de difficulté est très élevé, afin de limiter le nombre de niveaux sauvegardés, puisque la plate-forme Famicom Disk System ne peut en mémoriser qu'une dizaine lors des sauvegardes. Cependant, le changement de plate-forme passant Mega Man sur la NES, provoque la disparition de la fonctionnalité de sauvegarde. Le bureau marketing conseille alors de rendre le jeu moins difficile. L'équipe est alors contrainte de repenser la combativité, le nombre et l'endurance des ennemis, pour les rendre beaucoup moins coriaces. Même si des jeux de l'époque comme Metroid ou The Legend of Zelda, proposent respectivement un système de mot de passe ou une pile de sauvegarde, il n'est pas jugé utile pour un jeu de plates-formes d'implémenter de telles fonctionnalités. Le jeu devait à l'origine comporter huit niveaux et autant de boss de fin. Cependant, deux d'entre eux sont supprimés à cause de contraintes de temps.
L'équipe décide d'incorporer des éléments d'anime pour les animations. Inafune explique que « lorsque la main de Mega Man se transforme en canon, il est possible de le voir sortir de son bras. Nous voulions être sûr que l'animation et le mouvement soient réalistes et ainsi aient du sens. Ainsi avec Mega Man, nous avions un mélange parfait d'un personnage possédant des concepts d'animations ». Le gameplay de Mega Man est inspiré du jeu pierre-papier-ciseaux,, par exemple Ice Man et Fire Man ne s'entendent pas, y compris dans le scénario, car l'un est le talon d'Achille de l'autre. Kitamura voulait un système simple mais avec un gameplay profond. Chaque arme peut infliger une quantité de dégâts importante à un Robot Master spécifique et peut n'avoir aucun effet sur les autres. De plus, aucune arme ne prend le pas sur l'autre, et ont toutes une puissance équivalente. L'équipe crée chaque arme en pensant aux dégâts qu'elle va engendrer sur un des boss. Pour réaliser un boss de la taille de Yellow Devil (presque la moitié de l'écran), l'équipe est contrainte de l'afficher par l'intermédiaire des fonds de l'écran.
Initialement, Mega Man peut s'accroupir, mais l'équipe abandonne cette fonctionnalité, car cela engendre des difficultés à déterminer la hauteur des projectiles. Empêcher Mega Man de s'accroupir a amené beaucoup d'actions, car pour éviter chaque projectile, le personnage doit sauter très souvent. Naoya Tomita commence à travailler sur les scènes d'arrière-plan dès la fin de son entraînement chez Capcom. Grâce à ce travail représentant un défi à cause de la puissance limitée de la console, « Tomita a su prouver ses capacités auprès de ses pairs ». Yasuaki Kishimoto réalise tous les fonds du jeu. Pour animer les arrière-plans sur la plate-forme NES limitée en puissance, Kishimoto et Kitamura ont l'idée de créer l'animation de la palette. L'équipe de développement rencontre un problème sérieux : le jeu est principalement programmé par Nobuyuki Matsushima, un développeur très compétent qui a travaillé dans un grand nombre d'entreprises à la maintenance de machines industrielles avant de rentrer chez Capcom. Cependant, la haute qualité de programmation et ses multiples contrôles de sécurité internes dans le code du jeu provoquent la lenteur du programme, nécessitant beaucoup de puissance de traitement. Ce problème est en particulier réglé par la réduction du nombre d'ennemis, qui provoque la réduction puissance de calcul nécessaire.
Pour éviter le problème de place sur la cartouche, l'équipe réutilise certains éléments. Mega Man et les boss utilisent les mêmes jambes, avec des couleurs différentes. Cela réduit le nombre de dessins à inclure dans la cartouche. Faute de place, certains éléments ont été supprimés. Par exemple, les ennemis possédant un visage auraient eux aussi dû cligner des yeux. Lors de chaque saut de Mega Man dans l'eau, un plouf est joué, afin de mimer le son du héros plongeant dans le liquide. Cependant, l'effet visuel correspondant n'a pas été inclus par manque d'espace de stockage. De nombreux éléments à l'origine prévus pour Mega Man mais écartés à cause du manque d'espace de stockage, tels que des personnages ennemis, et sont inclus dans sa suite Mega Man 2 sorti l'année suivante,. Kitamura veut aussi que les armes puissent interagir avec les fonds d'écran, ou qu'elles multiplient ou divisent les montres, mais les limites techniques ont empêché l'introduction de ces éléments. Le programmeur Matsushita estime également que si l'équipe commence à rajouter de telles choses, « ce sera sans fin par la suite ».
Kitamura préfère ne pas délivrer le scénario dans le jeu pour éviter d'interrompre l'action. L'univers du jeu et son scénario sont donc exclusivement présentés dans les différentes versions des manuels de jeu, au dos des boites de jeu dans les magazines de jeu vidéo et les publicités. Dans le premier scénario réalisé par Kitamura, le Dr Light et le Dr Wily sont collègues, notamment aux États-Unis à l'université Harvard. Le Dr Light comprend toujours ce que va faire le Dr Wily, parce qu'ils travaillaient ensemble. Kitamura aurait voulu développer cet aspect afin d'expliquer leur relationnel, mais cela n'a pas été possible. Malgré son rôle important dans le jeu, Capcom omet de parler du Dr Wily dans la notice du jeu ou sur la boite. Cependant, l'entreprise replace l'antagoniste principal au premier plan dans les publicités et les magazines dès la sortie du jeu. Afin de permettre au jeu de figurer dans les magazines, et ainsi d'en assurer la promotion, l'équipe inclut un secret qui pourrait être divulgué. En l'occurrence, un des boss peut être tué en deux attaques grâce à une arme particulière. Un des premiers scénarios que l'équipe imagine, mais qui n'a pas finalement été utilisé, met en scène le kidnapping de Roll, qui est alors sauvée par Rock. D'autre part, le combat final de la fin du jeu a été imaginé, opposant le personnage de Roll en version géante contre le boss de fin.

### Choix des noms

Logo de la version japonaise du jeu, intitulée Rockman.

Le jeu s'appelle Rockman depuis le début du projet, cependant la direction demande à l'équipe de réfléchir à un nouveau titre, car elle considère que celui-ci est trop proche de Pac-Man. Après de longues réflexions, l'équipe soumet de nombreuses propositions dont Mighty Kid, Knuckle Kid, ou Rainbow Man,,,. L'équipe s'arrête sur Rainbow Senshi avec le sous-titre Miracle Kid. Senshi signifie combattant, ce qui produit l'équivalent anglais Rainbow Warrior. Rainbow (arc-en-ciel en anglais) est justifié par les changements de couleurs du héros en fonction des armes sélectionnées. La direction donne donc son accord et le jeu prend alors le titre de Rainbow Senshi: Miracle Kid, mais seulement pour quelques semaines. En effet, tous les membres de l'équipe sont unanimes et pour eux, le jeu doit s'appeler Rockman. Si le suffixe est bien identique à celui de Pac-Man, le gameplay est complètement différent, et il n'y a aucune confusion possible entre les deux jeux, d'autant plus que le suffixe Man est utilisé par de nombreux titres de jeux de l'époque. L'équipe fait alors pression et obtient le retour vers le titre Rockman.
L'équipe choisit un motif lié à la musique pour nommer le personnage principal. Dans la version originale, le personnage principal s'appelle Rock et sa sœur s'appelle Roll, un jeu de mots sur le terme rock 'n' roll. Cette technique est par la suite reconduite pour nommer de nombreux personnages de la série,.
Quand le jeu est traduit en anglais pour être distribué en Amérique du Nord, Capcom change le nom de celui-ci, de Rockman vers celui de Mega Man. Ce titre est créé par le vice-président directeur de Capcom Joseph Marici, qui a déclaré que ce changement a été effectué car il n'aimait pas le titre original, mais aussi parce qu'il le trouvait absurde. « Ce titre était horrible » a-t-il précisé. J'ai donc proposé Mega Man, ils ont assez apprécié la proposition pour l'utiliser pour la sortie américaine,. Le site spécialisé dans le jeu vidéo 1UP.com considère que Capcom pense que les jeunes américains seraient plus intéressés par le titre Mega Man. Certains sites web de fans explique que le titre Rockman a été modifié pour la commercialisation en Occident, car il était déjà utilisé par un groupe musical. La mode pour le superlatif « mega » durant les années 1980 y est également cité comme l'une des raisons ayant provoqué ce changement. Cependant, Inafune précise que le titre Rockman fonctionne très bien au Japon, mais en anglais la traduction « homme caillou » ou « homme rock 'n' roll » ne correspond pas vraiment à l'univers du jeu. Capcom décide donc de changer de nom, pour éviter toute confusion, bien que le joueur ait pu interpréter le titre comme l'« homme solide comme un roc ». Inafune est très déçu lorsqu'il apprend que le jeu va être renommé Mega Man en Occident, estimant que « ça sonne mal », mais il est contraint d'accepter ce genre de choses sur lesquels il n'est pas décideur. Mais plusieurs décennies après la sortie du jeu, il apprécie ce titre de Mega Man auquel il s'est habitué.
Dans le scénario original, le Dr Light ne s'appelle pas ainsi. Inafune souhaite que ce gentil scientifique porte un nom qui corresponde à sa personnalité. Il est bon, juste et droit et veut donc qu'il s'appelle Dr Right (juste, ou droit en anglais). Or, le système de retranscription phonétique en japonais est assez rudimentaire et ne permet pas de faire la distinction sonore entre la lettre « L » et le « R ». Right est donc identique à Light en japonais. Durant le développement, Inafune se contente d'indiquer les noms en katakana, ce qui amène cette confusion lors de la transcription en alphabet latin. Lorsque la personne réalise la transcription, elle pense que l'équipe veut faire un hommage aux frères Lumière, qui sont appelés au Japon Light Brothers. Elle inscrit alors le nom de Dr Light sur tous les documents destinés aux versions occidentales.
Le nom Wily de « Dr Wily », prononcé Waili, est en réalité à l'origine un jeu de mots, qui a également été utilisé pour nommer le personnage Wario. En japonais, il existe un idéogramme phonétiquement proche de Wily, qui signifie méchant ou mauvais, Warui (悪), prononcé Walui. Inafune explique : « comme j'avais imaginé un bon scientifique, il lui fallait un ennemi mauvais. Bref, j'ai aussitôt pensé à Right et Will. Mais cet effet a été cassé par la mauvaise transcription de Right en Light ».
À l'origine Bomb Man doit s'appeler Bomberman. Mais pour éviter des problèmes de droits d'auteur avec le jeu Bomberman d'Hudson Soft, son nom est modifié. L'ennemi nommé Friender tire son appellation de l'anime Casshern. Chaque Robot Master porte un nom de code (DLN003 à DLN008, pour Doctor Light Number). Initialement, Kitamura imagine que les déclinaisons en produits dérivés, comme des cartes à jouer par exemple, auraient pu comporter le nom de code des robots et permettre aux fans de les identifier.

## Bande-son
La bande-son de Mega Man est composée par Manami Matsumae. Elle compose la musique, les effets sonores et programme les données en deux à trois mois, en utilisant un driver de son programmé par Yoshihiro Sakaguchi. En effet, Matsumae est placée sur le projet en septembre et le jeu sort en décembre, ce qui lui laisse un laps de temps très court. Chaque note musicale est traduite une à une en langage informatique. Matsumae a été motivée par les limites créatives des trois seules notes possibles à la fois. Quand elle ne parvient pas à écrire des musiques, elle crée des effets sonores. Grâce à ces éléments, elle imagine « quelque chose de joyeux », et désire créer « des musiques qui sonnent comme celles d'un dessin animé, qu'on pourrait facilement retenir ». Si Matsumae a bien suivi un apprentissage dans la musique, elle est spécialisée dans le registre classique, et pour s'adapter à la création d'une bande-son d'un jeu, elle écoute divers artistes de l'époque, comme Propaganda ou Phil Collins, afin de se familiariser avec les percussions et les musiques rythmées. Kitamura lui explique sa vision des niveaux et des caractéristiques de chaque boss. Il indique que le personnage Mega Man doit donner un sentiment de luminosité et de légèreté. Dans le niveau d'Elec Man, Kitamura considère que la musique suggère subtilement l'électricité, et des sonorités de métal dans celui de Cut Man.

## Commercialisation
Mega Man sort sur la Famicom le 17 décembre 1987 au Japon sous le titre Rockman (ロックマン). Au début de sa commercialisation, Capcom ne croit pas au succès de Mega Man. L'entreprise ne réalise quasiment aucune promotion et la production de cartouches est même inférieure à la moyenne des autres jeux Capcom sur la même plate-forme à l'époque. Malgré cela, il rencontre un succès assez important au Japon pour obtenir la création une version américaine (puis européenne). Le jeu sort sur la NES sous le titre Mega Man en décembre 1987 aux États-Unis, puis à partir de décembre 1989 en Europe.

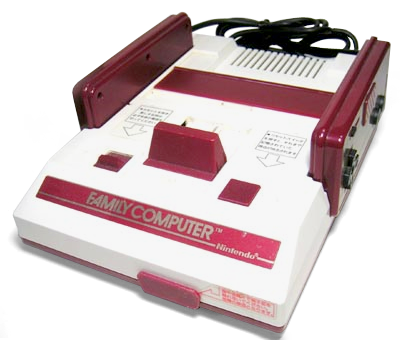
Mega Man sort sur la Famicom en décembre 1987 au Japon.

Le site controversé VG Chartz annonce, début 2017, 270 000 ventes au Japon, 450 000 aux États-Unis et 80 000 en Europe pour un total avoisinant les 810 000 unités écoulées à travers le monde. Ces chiffres de ventes sont confirmés en 2018 dans l'ouvrage intitulé L'Histoire de Capcom : 1983-1993 - Les Origines consacré à Capcom. Selon Inafune, le succès reste relatif. S'il en est un, car le stock a bien été entièrement écoulé, la production reste anecdotique, au point « que ce résultat ne veut plus dire grand-chose ». En outre, lorsque le bouche-à-oreille commence à fonctionner, la pénurie de composants électroniques empêche Capcom de rééditer le jeu. Finalement, Mega Man est porté par le « gigantesque succès » de sa suite Mega Man 2, quand un grand nombre de joueurs se mettent à rechercher le premier épisode quasiment introuvable pour le découvrir.
Juste après l'annonce du changement de nom, Inafune se voit présenter la jaquette de la version américaine du jeu. Il navigue alors entre choc et stupéfaction et n'y croit pas, malgré les confirmations de la direction, qui lui indique que les « choses mignonnes » ne fonctionnent qu'au Japon et que seuls les jeux avec ce genre d'illustration se vendent aux États-Unis.

« J'ai explosé de rire quand j'ai vu l'illustration de la jaquette américaine pour la première fois... »

— Keiji Inafune.
Inafune considère que le jeu obtient des performances à la vente relativement moyennes en Amérique du Nord,, en raison de la qualité médiocre de la jaquette de la boîte du jeu. Cet artwork est réalisé à la va-vite, en six heures, par le service marketing sur commande de Capcom USA. Elle comporte des éléments qui ne sont pas présents dans le jeu. Sur celle-ci, Mega Man est un homme d'âge mûr alors qu'il a les traits d'un enfant dans le jeu, son costume comporte du jaune et du bleu, alors qu'il est seulement bleu à l'origine, et il tient un revolver dans la main, en lieu et place de son bras-canon. Au fil des années, cette jaquette est devenue célèbre pour sa médiocrité dans la communauté de joueurs,,,,. Elle a d'ailleurs été jugée comme la plus mauvaise jaquette de jeu de tous les temps par GameSpy, Wired et OC Weekly
,,. Le site 1UP.com rappelle par ailleurs que toutes les régions ont bénéficié de jaquettes de boites « terribles dans leur genre » et « minables ».
Malgré une couverture médiatique limitée dans la presse spécialisée, le jeu, grâce au bouche-à-oreille, devient un sleeper hit,. Pour répondre à la demande importante des joueurs, Capcom réédite le jeu en septembre 1991 en Amérique du Nord.

## Accueil

### Critiques de la version originale
Mega Man est bien accueilli par la presse spécialisée, qui apprécie la conception globale du jeu, malgré un accueil commercial plus mitigé.
Selon Tilt, la difficulté est la plus élevée des jeux existant sur la plate-forme et même les joueurs les plus aguerris « auront du mal à en venir à bout ». Cependant, la précision des contrôles apporte une « excellente jouabilité » et la variété des niveaux maintient « l'intérêt de jeu assez longtemps ». Pour Total!, Mega Man est un « jeu de plates-formes-shoot 'em up sans pitié et impitoyable », composé de six niveaux « extrêmement difficiles », sans aucun système de mot de passe. The Games Machine, qui lui décerne la distinction « TGM Star Player », qualifie le jeu de « superbe ». Le magazine estime que le niveau des graphismes et du son est « bon » et est étonné par la variété des arrière-plans. Selon Player One, même si le gameplay peut paraitre simple pour certains, le jeu « réunit de quoi combler les joueurs, notamment des graphismes mignons, de jolies mélodies et une diversité de situations étonnante ». Computer and Video Games estime le jeu difficile, « bien plus que Super Mario Bros., par exemple ». Le magazine relève des ennemis très agressifs, de nombreux pièges cachés, et des niveaux proposant tous un imposant boss de fin. Mais le magazine précise surtout que la difficulté est d'autant plus élevée que le jeu est addictif. Mega Man est également qualifié de jeu « stimulant » et « sans compromis », n'étant « pas destiné au novices ». Pour le magazine, le jeu requiert une bonne maîtrise et de bons réflexes et « ne se termine pas en une nuit ».

### Critiques de la version mobile
La version mobile de Mega Man sortie en 2004 est plutôt bien accueillie par la presse spécialisée. GameSpy remarque que Lavastorm n'a pas fait que porter les niveaux existants, mais a également recréé de nouveaux niveaux. Le site salue le système de sauvegarde permettant de mettre le jeu en pause. GameSpot relève que la bande-son est identique à l'originale, mais que les contrôles sont moins précis, rendant la maitrise plus difficile. IGN estime également que les musiques sont équivalentes à celles du jeu original et juge que la jouabilité peut être frustrante. Cependant, GameSpot juge que ce problème a été résolu par le léger ralentissement de la vitesse du gameplay. Selon IGN, ce portage est « incroyablement proche de la version NES » avec une structure identique, mais « quelques ennemis sont absents, çà-et-là ». Pour le site, le jeu reste « toujours amusant à jouer » (en 2004).

### Critiques de la version Wii
La version Wii de Mega Man sortie en 2007, semblable à l'original, est également plutôt bien accueillie par la presse spécialisée. Selon Eurogamer, les nouveaux joueurs vont avoir du mal avec la difficulté de jeu « féroce », nécessitant des sauts millimétrés « au pixel près » ou faisant face à des ennemis très agressifs. Le site tient à « avertir » ses lecteurs du level design « impitoyable », qui peut devenir un « petit jeu d'aventure-plates-formes plutôt agréable » et « plein d'idées intelligentes ». Pour Jeuxvideo.com, cette précision des sauts, des monstres omniprésents et des mouvements quasiment imprévisibles des Robot Masters peut frustrer et décourager le joueur, d'autant qu'il est nécessaire de tout recommencer depuis le début en cas d'échec. La difficulté est cependant compensée une bonne maniabilité. Le site juge les graphismes soignés, à la hauteur de ses concurrents de l'époque et remarque notamment les décors de fond animés et les animations des personnages. Cependant, le site voit quelques problèmes de lisibilité, provoqués par des choix de couleurs des personnages amenant de la confusion avec les arrière-plans. IGN considère que le jeu supporte mal la comparaison avec ses propres suites ayant amélioré le concept, d'autant plus que plusieurs aspects du jeu rendent sa jouabilité difficile. Comme les autres observateurs, IGN rapporte la grande difficulté du jeu, mais aussi un nombre de niveaux inférieur à ses suites (six niveaux, contre huit pour les jeux suivants) et les limitations de la plate-forme ayant entraîné un gameplay plus simple (les suites intègrent des glissades, des armes plus puissantes ou évoluées, un compagnon offrant des fonctionnalités supplémentaires...). Pour le site, ce n'est donc « peut-être pas une aventure facile à vivre » et des « compétences trop à l'ancienne sont peut-être nécessaire » pour terminer ce jeu « assez court ». Le site conclue en considérant que la difficulté nuit à la rejouabilité du jeu. Nintendo Life note également la difficulté de jeu, et propose à certains d'attendre la réédition de Mega Man 2, qui propose deux niveaux de difficulté.

### Critiques de la versionsmartphone
La version smartphone de Mega Man sortie en janvier 2017 sur iOS et Android, est assez négativement accueillie par la presse spécialisée. Les sites tels que Polygon, Ars Technica, TouchArcade relèvent de très nombreux défauts, comme une interface maladroite ayant perdu certaines fonctionnalités d'origine, des arrière-plans bugués ou des objets cachés apparaissant au premier plan, un framerate et des contrôles tactiles très mauvais,,,.

## Postérité

### Distinctions
Mega Man est souvent cité par la presse spécialisée dans les listes de meilleurs jeux réalisés. IGN le place au 30e rang de son top 100 des meilleurs jeux NES de tous les temps. Nintendo Power le situe dans son top 100 des meilleurs jeux Nintendo de tous les temps dans son numéro 100 de septembre 1997, puis à la 61e place de son top 200 en 2006 à l'occasion de la parution de son 200e numéro. Le site place également le jeu au 5e rang de son top des meilleurs jeux de la série originale en 2016. Polygon le classe au 6e rang de son classement des meilleurs jeux de la série originale. 1UP.com l'inclut dans son top 5 de préquelles de jeux vidéo négligées, et le place au 17e rang de son top 25 des jeux NES. Nintendo Power le classe au 20e rang de son top 100 des meilleurs jeux NES de tous les temps en septembre 1997 à l'occasion de la parution de son 100e numéro, à la 61e place de son top 200 des meilleurs jeux de tous les temps en février 2006 lors de la parution de son numéro 200 et au 49e rang de son top 285 des meilleurs jeux de tous les temps en décembre 2012 à l'occasion de son 285e numéro. USGamer place le jeu dans son classement des meilleurs jeux de la NES. The Games Machine lui décerne le prix Star Player lors de son lancement dans la région PAL,. Jeuxvideo.com le place en 3e position dans son top vingt des jeux vidéo les plus difficiles de tous les temps, derrière The Tower of Druaga et Ghosts'n Goblins.

### Importance et influence
Mega Man ouvre la voie à la création d'une série de jeux vidéo très prolifique composée de plus de cent-trente déclinaisons en jeu vidéo diverses et plus de 30 millions de jeux vendus dans le monde entier, en près de trente années d'exploitation (en juin 2015). Cette franchise est l'une des plus emblématiques de l'ère des consoles 8 bits et 16 bits et l'une des licences majeures de Capcom. Keiji Inafune est considéré comme le père adoptif de Mega Man. Le site spécialisé dans le jeu vidéo IGN le qualifie d'« indéniable classique » (en 2008). Selon le site GamesRadar+, Mega Man est le premier jeu à proposer la sélection libre des niveaux, à l'opposé du gameplay des jeux en monde ouvert comme The Legend of Zelda ou Metroid, et linéaire d'un jeu comme Super Mario Bros.. Le site considère que cette fonctionnalité est la base de la structure non-linéaire de jeux multi-missions, ou comportant de nombreuses quêtes secondaires, ou de certains jeux en monde ouvert tels que Grand Theft Auto, Red Dead Redemption et Spider-Man : Dimensions.
Inafune précise que les espoirs sont si faibles dans le succès de Mega Man, que la direction ne prévoit pas de suite, notamment en raison de tous les aléas rencontrés lors de la production. Les ventes du jeu sont donc dérisoires. Dans les années 2010 le marché du jeu vidéo et ses contraintes auraient contraint à l'abandon de cette formule, mais Capcom croit au potentiel. Inafune dévoile également que le responsable du projet est venu le voir en lui disant : « J'ai beaucoup de frustration avec Rockman. Je suis persuadé que l'on peut faire beaucoup mieux et qu'il nous reste des choses à réaliser ». Inafune est alors déjà occupé sur un autre jeu, mais le responsable lui propose de travailler sur cette suite en plus de ce projet, notamment en faisant des heures supplémentaires. Bien que Mega Man ne soit pas une large réussite commerciale pour Capcom, l'entreprise publie la suite nommée Mega Man 2 qui sort en 1988 au Japon. C'est un tel succès qu'il solidifie la franchise Mega Man, qui devient par la suite l'une des plus durables de Capcom,. L’entreprise réutilise les mêmes graphismes et les mêmes sprites pour les cinq jeux suivants de la série principale. Ces suites sont assez identiques et ne proposent que très peu de modifications du gameplay original. Bien qu'elles comportent des scénarios plus complexes, de meilleurs graphismes et quelques mécanismes de gameplay supplémentaires, les éléments clés du système de jeu de Mega Man sont restés identiques durant toute la série. En 2008 et 2010, Mega Man 9 et 10 reprennent le style graphique du premier épisode. Le système de score n'a jamais été utilisé dans aucun autre jeu de la série.
Un journaliste français du mook Pix'n Love rappelle les similitudes du film Running Man interprété par Arnold Schwarzenegger et librement inspiré du roman éponyme de Stephen King avec le jeu Mega Man. Outre le suffixe « Man » dans le titre de ce film, tous les intervenants essaient de nuire au héros, comme dans le jeu. À chaque fin de zone, le héros combat également un boss, notamment Dynamo qui arbore une combinaison quasiment similaire à celle de Rockman (Mega Man), ou Fireball comme d'autres personnages, qui comportent aussi de « troublantes similitudes » avec les avatars de Mega Man. Le journaliste rappelle cependant que la proximité des dates de parution des deux œuvres sont très proches (décembre 1987 pour le film aux États-Unis et novembre 1987 pour le jeu au Japon) et considère qu'il s'agirait d'un hasard.

### Rééditions et compilations
Mega Man a été réédité plusieurs fois depuis sa première publication en 1987. Mega Man est réédité sous le titre Rockman Complete Works: Rockman en 1999 sur PlayStation au Japon, dans la gamme Rockman Complete Works,. Une réédition sur téléphone mobile de Mega Man, développée par Lavastorm Engineering, est publiée en Amérique du Nord en 2004,. En 2007, une autre version pour téléphone mobile sort au Japon pour i-mode sur le portail Capcom Party et connait une mise à jour en 2008 permettant de jouer le personnage de Roll,. La première version de Mega Man est également rééditée sur la console virtuelle de la Wii en juin 2007 en Europe, en juillet 2008 au Japon, et en août 2008 aux États-Unis. Elle sort sur celle de la Nintendo 3DS le 18 juillet 2012 au Japon, le 18 octobre 2012 en Europe et aux États-Unis le 27 décembre 2012. Le jeu est réédité sur celle de la Wii U en mai 2013 en Europe et aux États-Unis, et en juin 2013 au Japon. Cette version sur console virtuelle, identique au jeu original, est la seule à permettre l'exploitation d'un bug célèbre, qui permet lors des combats de toucher le boss à tous les coups, quand le joueur tire puis met en pause, quelle que soit la trajectoire du tir. La version Rockman Complete Works est rééditée en 2009 sur le PlayStation Network au Japon et en Amérique du Nord,. Mega Man est également adapté en janvier 2017 sur Android et IOS sous le titre Mega Man Mobile, mais la conversion est jugée très décevante,.

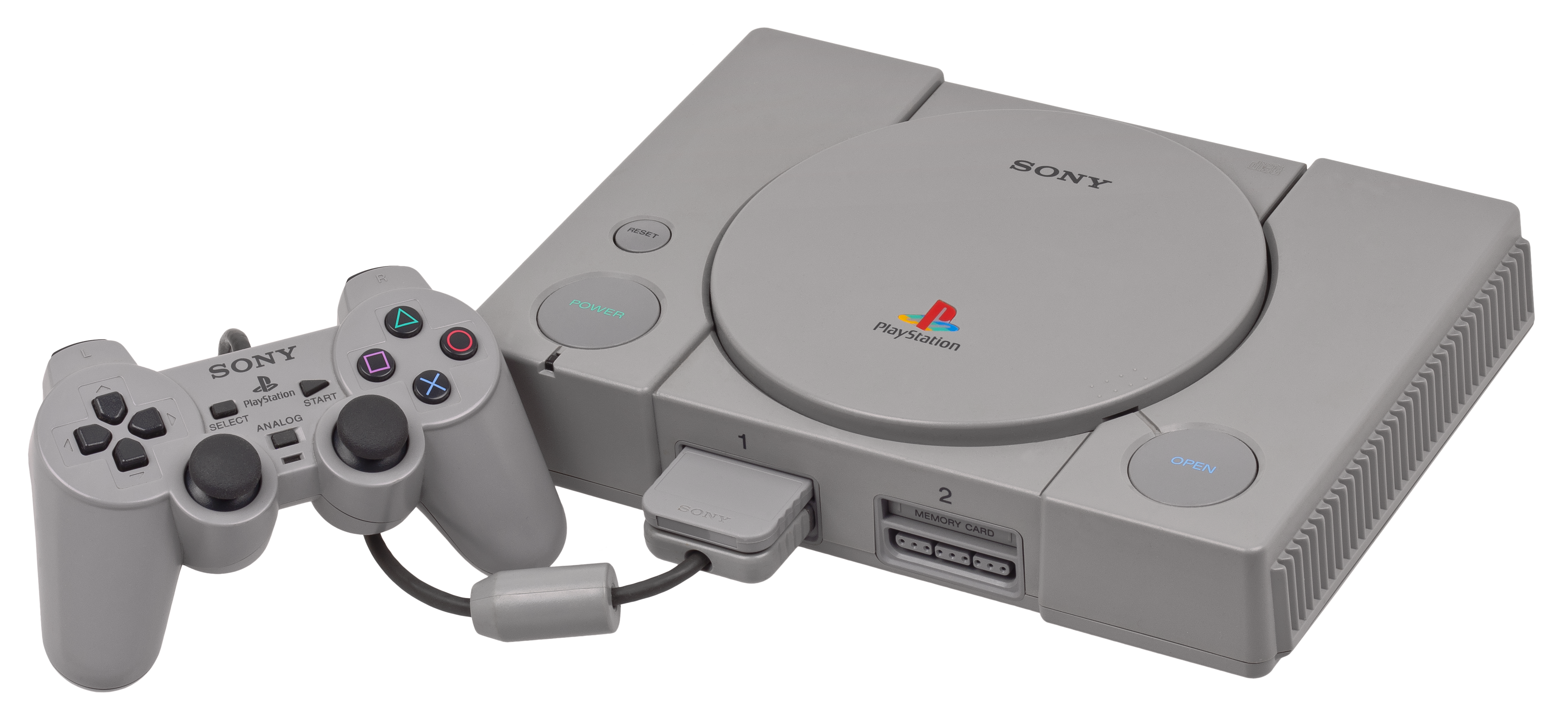
Mega Man est réédité en 1999 au Japon sur PlayStation dans la gamme Rockman Complete Works.

Une version améliorée de Mega Man est incluse dans la compilation Mega Man: The Wily Wars exclusive à la Mega Drive, comportant les trois premiers volets de la saga avec Mega Man 2 et Mega Man 3,. Le jeu figure également dans la compilation Rockman: Collection Special Box sortie uniquement au Japon en 2003, puisqu'elle regroupe les épisodes un à six, ainsi que Mega Man X7. Mega Man est également inclus dans la compilation Mega Man: Anniversary Collection qui sort sur PlayStation 2 en 2004, puis sur Xbox en 2005. À partir de 2015, Mega Man est réédité dans la compilation Mega Man: Legacy Collection sur PC, PlayStation 2, Xbox One, Nintendo 3DS, et Nintendo Switch, regroupant les six premiers volets de la série principale,,.

### Remasterisation
En 2006, un remake intitulé Mega Man Powered Up (Rockman Rockman au Japon) est commercialisé sur PlayStation Portable. Cette version remasterisée est une réinterprétation générale en 3D avec des personnages de style super deformed et chibi, possédant de grandes têtes et de petits corps,. À l'époque de la création du premier jeu Mega Man, Inafune souhaite inclure de tels graphismes, mais cela est impossible à cause des limitations techniques de la plate-forme NES. Un deuxième mode de jeu appelé Old Style permet de jouer avec des graphismes comparables à ceux de la NES. Le jeu comporte également deux nouveaux Robot Masters (Oil Man et Time Man). La version originale devait à l'origine comporter huit niveaux et autant de boss de fin. Cependant, deux d'entre eux sont supprimés à cause de contraintes de temps. Mega Man Powered Up reçoit un accueil globalement positif, malgré des ventes médiocres,. Le jeu est réédité en téléchargement sur le PlayStation Network au Japon. Une démo du jeu est incluse dans Mega Man Maverick Hunter X sorti en 2006. Le remake est également traduit en chinois et commercialisé en Asie en 2008. Comme Mega Man Maverick Hunter X (de la série dérivée Mega Man X), Mega Man Powered Up est le premier jeu de ce qui aurait dû être une série de remasterisations des jeux de la série principale. Cependant, l'échec commercial de ce premier jeu a entraîné l'annulation de ce projet.

### Adaptations
Mega Man est adapté en série d'animation télévisée. Simplement intitulée Mega Man, elle est diffusée à partir de 1994. Une nouvelle série également nommée Mega Man est adaptée de la franchise, puis diffusée en 2018,.
Mega Man est également adapté en bande dessinée par Archie Comics à partir de 2012 sous le titre Mega Man,. Les quatre premières parutions reprennent le scénario original du premier jeu de la série avec cependant des libertés artistiques. Par exemple, l'usine de fabrication des robots du Dr Wily utilise le design du château de Mega Man 2.
Le jeu vidéo annulé dans les années 2010 intitulé Mega Man Universe comportait un personnage jouable appelé Bad Box Art Mega Man, ainsi que le Mega Man classique du premier jeu de la série Mega Man. Bad Box Art Mega Man est par la suite inclus en tant que personnage jouable dans Street Fighter X Tekken.
Comme d'autres franchises de jeux vidéo, Mega Man a été décliné dans de nombreux produits dérivés, tels que des porte-clés, des habits, des autocollants, ou des sacs.
En octobre 2010, Capcom annonce qu'une adaptation de la franchise Mega Man au cinéma est en cours. À ce moment-là, le scénario et la réalisation sont confiés à Henry Joost et Ariel Schulman, duo notamment responsable de Nerve en 2016, tandis que le film serait produit par Chernin Entertainment, par exemple responsable du reboot de La Planète des singes en 2011, et sa distribution serait réalisée par 20th Century Fox. Aucune date n'est alors dévoilée. Capcom indique que l'univers des jeux sera conservé et vise un public large, au-delà des joueurs, comme les fans de films d'action.
Par ailleurs, la communauté de fans a très largement modifié ou recréé Mega Man notamment sur PC. Capcom, qui soutient le plus souvent ces projets amateurs, a autorisé des fangames, dont le jeu Mega Man Unlimited en 2013, et Mega Man Maker, un jeu et éditeur de niveau sorti en 2017,. Street Fighter X Mega Man est aussi un projet amateur fondé sur la licence Mega Man soutenu par Capcom dont même des développeurs de ce dernier ont été mis sur le projet, devenu officiel et distribué par Capcom,,. De plus, après huit années de développement, un autre jeu intitulé Mega Man 2.5D transpose le jeu dans un univers en graphique en 2,5D,,.

### Ressources secondaires
1. 1 2 3 4  (en) « Mega Man: The Social Retrospective », sur 1UP.com, 26 novembre 2013, p. 1-3.
2. 1 2 3 4 5 6 7 8 9 10 11 12 13 14 15 16 17 18 19 20 21 22 23 24 25 26 27 28 29 30 31 32 33 34 35 36 37 38 39 40  Florent Gorges, « Consoles : La Naissance de Mega Man » (Mook), Pix'n Love, Éditions Pix'n Love, no 11,‎ 2010, p. 92-103 (ISBN 9782918272106).
3. 1 2 3 4 5 6 7  (en) Nintendo Power staff, « Mega Man », Nintendo Power, no 42,‎ novembre 1992, p. 20–25.
4. ↑  (en) Charles Browstein, « Mega Man », GamePro, no 9,‎ avril 1990, p. 22-23.
5. 1 2 3  (en) « Mean Machines: Mega Man », Computer and Video Games, no 99,‎ février 1990, p. 83.
6. 1 2 3 4 5 6 7  (en) Christian Nutt et Justin Speer, « The History of Mega Man », sur GameSpot, 6 novembre 2003.
7. ↑  « Mega Man », Micro News, no 30,‎ mars 1990, p. 42.
8. 1 2 3  (en) Lim Choon Wee, « Rockman goes to the rescue », New Straits Times,‎ 18 octobre 1990, p. 15.
9. 1 2 3 4  (en) Lucas M. Thomas, « Mega Man Review », sur IGN, 18 août 2008.
10. 1 2  (en) Simon Parkin, « Virtual Console Roundup », sur Eurogamer.
11. 1 2  Ashesheart, « Test Mega Man sur Nes », sur Jeuxvideo.com, 1er février 2010.
12. 1 2 3 4 5 6 7 8 9 10  (en) « Mega Man - Interviewe: Game Makers saison 2 - Keiji Inafune », sur G4TV, 20 novembre 2003.
13. 1 2 3 4 5 6 7 8 9 10 11 12 13  (en) Chris Hoffman, « The Best Damn Mega Man Feature Period », Play, vol. 3, no 4,‎ avril 2004.
14. 1 2 3 4 5  (en) Nintendo Power staff, « Power Profiles: Keiji Inafune », Nintendo Power, no 220,‎ octobre 2007, p. 79–81.
15. 1 2  (en) Brett Elston, « Mega Man 9 - exclusive interview with the mind behind the machines », sur GamesRadar+, 3 juillet 2008.
16. 1 2  (en) doublespy, « Mega Manniversary Inafune chat 1/4 », sur 1UP.com, 10 mai 2007.
17. 1 2 3  (en) Hirohiko Niizumi, « TGS 07: Mega Man celebrates 20th anniversary », sur GameSpot, 24 septembre 2007.
18. ↑  Thomas Whitehead, « Keiji Inafune Shares His Thoughts on PlatinumGames, Working With Fans and Mega Man's Creation », sur Nintendo Life, 7 septembre 2013.
19. 1 2 3 4 5 6 7 8 9 10 11 12 13 14 15 16 17 18 19 20  (ja) Hitoshi Ariga, Rockman Maniax collection, Japon, Rebirth, 2015, 210 p. (ISBN 978-4835452234).
20. 1 2  (en) « The Origins of Mega Man: Anime and Manga from », sur 1UP.com, 2013.
21. 1 2  (en) Thomas East, « Nintendo Feature: Mega Man: An Old School Legend! », sur Official Nintendo Magazine, 10 décembre 2009, p. 1.
22. 1 2 3  (en) Nadia Oxford, « Mega Man Retrospective: Get Equipped with 20 Years », sur 1UP.com, 10 mai 2007.
23. ↑  (en) Brian Ashcraft, « Feature: Inafune On Porn, Halo and Deadly Sacred Floats », sur Kotaku, 5 octobre 2006.
24. ↑  (en) Christian Nutt, « Classic Mega Man design secrets that still hold up today », sur Gamasutra, 10 février 2016.
25. ↑  (en) Matthew Hawkins, « At Last, The Face Behind The Name TOM-PON Revealed », sur GameSetWatch, 31 août 2011.
26. ↑  (ja) Keiji Inafune, « Rockman 10th Anniversary Celebration Plans », CFC Style Fan-Book (Capcom), vol. 3,‎ 1997, p. 24.
27. ↑  (en) Nintendo Power staff, « What's So Hot About Capcom », Nintendo Power, no 46,‎ mars 1993, p. 94.
28. ↑  (en) Ben Reeves, « Celebrating Mega Man's 30th Anniversary By Examining His Origins », sur Game Informer, 27 décembre 2017.
29. ↑  (en) Game Players staff, « Super Mega Man ― So What's the Deal? », Game Players, no 26,‎ mars 1993, p. 20.
30. ↑  (en) Chris Greening, « Interview with the Mega Man 1 & 2 Sound Team: Reunited 20 Years On », sur Square Enix Music Online.
31. ↑  (en) « Mega Man (Nintendo Entertainment System) - Sales », sur VG Chartz, février 2017.
32. ↑  (en) Brett Elston, « The ultimate Mega Man retrospective », sur GamesRadar+, 30 juin 2008.
33. 1 2 3  (en) Lucas M. Thomas, « The 10 Steps to Mega Man 10 », sur IGN, 16 février 2010.
34. ↑  Anagund, « Mega Man : Une figurine Bad Box Art Mega Man », sur Jeuxvideo.com, 9 janvier 2015.
35. ↑  (en) Kevin Bowen, « Top Ten Worst Covers », sur GameSpy, 12 janvier 2003.
36. ↑  (en) Chris Koehler, « And the Worst Game Box Art Gaffe Ever Is… », sur Wired, 24 avril 2008.
37. ↑  (en) Peter Mai, « Horrible Video Game Boxart: So Bad That It's Awesome », sur OC Weekly, 29 décembre 2009.
38. ↑  (en) « Game Boy ProView: Mega Man », GamePro, no 26,‎ septembre 1991, p. 68.
39. ↑  (ja) Famitsu, « クロスレビュー », Famitsu, no 39,‎ 25 décembre 1987, p. 19.
40. ↑  (en) Nintendo Power staff, « Now Playing: Mega Man », Nintendo Power, no 42,‎ novembre 1992, p. 107.
41. 1 2  « Mega Man », Player One, no 3,‎ novembre 1990, p. 56.
42. 1 2 3  (en) « Mega Man », The Games Machine, no 30,‎ mai 1990, p. 60.
43. 1 2  Rachel Alain Huygues-Lacour, « Rolling Softs: Mega Man », Tilt, no 78,‎ mai 1990, p. 88.
44. 1 2  (en) « Mega Man », Total!, no 7,‎ juillet 1992, p. 73.
45. ↑  (en) Levi Buchanan, « Mega Man », sur GameSpy, 28 juin 2004.
46. 1 2 3  (en) Stephen Palley, « Mega Man Preview », sur GameSpot, 28 avril 2004.
47. 1 2  (en) Levi Buchanan, « Mega Man », sur IGN, 3 février 2006.
48. ↑  Ashesheart, « Test Mega Man sur Nes », sur Jeuxvideo.com, 1er février 2010.
49. 1 2  (en) Lucas M. Thomas, « Mega Man Review », sur IGN, 18 août 2008.
50. ↑  (en) Darren Calvert, « Review: Mega Man (Wii Virtual Console / NES) », sur Nintendo Life, 22 juin 2007 (consulté le 22 janvier 2018).
51. 1 2  (en) Ben Kuchera, « Six 8-bit Mega Man games come to mobile, and they’re terrible », sur Polygon, 5 janvier 2017.
52. 1 2  (en) Sam Machkovech, « What went wrong with this week’s horrendous Mega Man Mobile? », sur Ars Technica, 5 janvier 2017.
53. ↑  (en) Shaun Musgrave, « Mega Man 1 - 6 Review - Mega-Bad Doesn't Begin to Describe It », sur TouchArcade, 4 janvier 2017.
54. ↑  (en) « Mega Run for iPhone and iPad », sur Macworld, 6 juin 2012.
55. ↑  (en) Matt Casamassina, « 30. Mega man - Top 100 NES Games », sur IGN.
56. ↑  (en) Nintendo Power staff, « Nintendo Power's 100 Best Nintendo Games of All Time », Nintendo Power, no 100,‎ septembre 1997, p. 97.
57. ↑  (en) Nintendo Power staff, « NP Top 200 », Nintendo Power, no 200,‎ février 2006, p. 58–66.
58. ↑  (en) Jared Petty, « Ranking the Mega Man Games - Page 2 », sur IGN, 29 février 2016.
59. ↑  (en) Jeremy Parish, « Ranking the core Mega Man games », sur Polygon, 16 décembre 2017.
60. ↑  (en) Kat Bailey, « Top 5 Overlooked Prequels », sur 1UP.com, 25 novembre 2008.
61. ↑  (en) 1UP Staff, « The Top 25 NES Games », sur 1UP.com.
62. ↑  (en) « Nintendo Power's 100 Best Games of All Time », Nintendo Power, no 100,‎ septembre 1997.
63. ↑  (en) « Nintendo Power's 100 Best Games of All Time », Nintendo Power, no 200,‎ décembre 2012.
64. ↑  (en) « Nintendo Power Top 285 games of all time », Nintendo Power, no 285,‎ septembre 1997.
65. ↑  (en) « Nintendo's All-Time Greats: Our Comprehensive Guide to the Best NES Games », sur USGamer, 4 mars 2015.
66. ↑  « 3. Mega Man (1987) - Dossier : Les 20 jeux les plus difficiles de tous les temps », sur Jeuxvideo.com, 19 mars 2010.
67. ↑  (en) « Mega Man returning to television in 2017 », sur GameZone, 2 juin 2015.
68. ↑  (en) « Gaming's most important evolutions », sur GamesRadar+, 8 octobre 2010.
69. ↑  (en) « Signature Series: Mega Man », Retro Gamer, no 99,‎ février 2012, p. 34-37
70. ↑  (en) Christian Nutt, « He Is 8-Bit: Capcom's Hironobu Takeshita Speaks », sur Gamasutra, 4 août 2008.
71. 1 2  (en) « The Many Versions, Ports, and Re-Releases of Mega Man », sur 1UP.com, 26 novembre 2013, p. 1-2.
72. ↑  (en) Levi Buchanan, « Mega Man », sur IGN, 3 février 2006.
73. ↑  (ja) « 初代『ロックマン』iアプリに完全移植されて配信開始！ », sur Gpara.com,‎ 4 juin 2007.
74. ↑  (ja) « カプコン、『ロックマン』『ロックマン2』を携帯3キャリア向けに完全移植+α », sur Inside,‎ 4 avril 2008.
75. ↑  (en) Guy Cocker, « Mega Man powers up Euro VC », sur GameSpot, 22 juin 2007.
76. ↑  (en) « Mega Man », sur IGN.
77. ↑  (en) Marcel van Duyn, « USA VC Releases: Mega Man and Neo Turf Masters », sur Nintendo Life, 18 août 2008.
78. ↑  Nicolas Verlet, « Mega Man bientôt sur eShop », sur Gamekult, 11 juillet 2012.
79. ↑  (en) Thomas Whitehead, « Nintendo Download: 18th October 2012 (Europe) », sur Nintendo Life, 17 octobre 2012.
80. ↑  (en) Eddie Makuch, « Mega Man 1-6 coming to 3DS eShop », sur GameSpot, 17 décembre 2012.
81. ↑  (en) Thomas Whitehead, « Nintendo Download: 2nd May 2013 (Europe) », sur Nintendo Life, 29 avril 2013.
82. ↑  (en) Thomas Whitehead, « Nintendo Download: 2nd May 2013 (North America) », sur Nintendo Life, 2 mai 2013.
83. ↑  « Mega Man », sur Gamekult.
84. ↑  (en) Spencer, « Mega Man Lands On PSN Game Archives Next Month », sur Siliconera, 22 juin 2009.
85. ↑  (en) Spencer, « Import Mega Man Game Now On The US PlayStation Network », sur Siliconera, 18 janvier 2011.
86. ↑  (en) « Rockman Mega World », Mean Machines Sega, no 29,‎ mars 1995, p. 62-65.
87. ↑  Wolfen, « Mega Man: Willy World », Player One, no 55,‎ juillet-août 1995, p. 104-015.
88. ↑  Nicolas Verlet, « La fête à Rockman », sur Gamekult, 25 décembre 2003.
89. ↑  (en) Alex Navarro, « Mega Man Anniversary Collection Review », sur GameSpot, 21 juin 2004.
90. ↑  (en) Alex Navarro, « Mega Man Anniversary Collection Review », sur GameSpot, 14 mars 2005.
91. ↑  (en) Jared Petty, « Mega Man Legacy Collection Review », sur IGN, 25 août 2015.
92. ↑  La redaction, « Test Mega Man Legacy Collection : Le Blue Bomber ne meurt jamais sur 3DS », sur Jeuxvideo.com, 4 mars 2016.
93. ↑  (en) Don Saas, « Mega Man Legacy Collection Review », sur GameSpot, 27 août 2015.
94. ↑  (en) Kombo, « Mega Man: Powered Up Preview », sur GameZone, 4 mai 2012.
95. 1 2  (en) Phil Theobald, « Mega Man on PSP -- Keiji Inafune and Tatsuya Kitabayashi Interview », sur GameSpy, 17 septembre 2005.
96. ↑  (en) Alex Navarro, « Mega Man Powered Up Review », sur GameSpot, 13 mars 2006.
97. ↑  (en) jkdmedia, « Mega Man Maverick Hunter X », sur GameZone, 4 mai 2012.
98. ↑  (en) Spencer, « Mega Man powers up… learns Chinese? », sur Siliconera, 23 avril 2008.
99. ↑  (en) Patrick Klepek, « Mega Man Creator Talks Future », sur 1UP.com, 16 mai 2006.
100. ↑  (en) Jeffrey Matulef, « Mega Man is getting a new animated TV series », sur Eurogamer, 2 juin 2015.
101. ↑  « La nouvelle série Mega Man repoussée à 2018 », sur IGN, 3 avril 2017.
102. ↑  spartan-078, « Les cross-over Sonic et Megaman en comics », sur Jeuxvideo.com, 4 mai 2015.
103. ↑  (en) Jesse Schedeen, « Exclusive: Mega Man #41 Preview », sur IGN, 26 septembre 2014.
104. ↑  (en) Ian Flynn, Matt Herms et John Workman, Mega Man, Archie Comic Publications, 2011 (ISBN 9781619882171).
105. ↑  (en) Spencer, « There Are Three Mega Men In Mega Man Universe », sur Siliconera, 3 septembre 2010.
106. ↑  (en) Chris Pereira, « Pac-Man, Mega Man Teased for Street Fighter X Tekken on Vita », sur 1UP.com, 17 janvier 2012.
107. ↑  (ja) « 『ロックマンエグゼ』と“浅草花やしき”のコラボが決定　謎解きラリーの実施やオリジナルグッズなどを販売 - ファミ通.com », sur Famitsu,‎ 27 janvier 2016.
108. 1 2 3 4  Clementoss, « Capcom annonce un film Mega Man en live action », sur Jeuxvideo.com, 4 octobre 2018.
109. ↑  Anagund, « Test : Mega Man Unlimited », sur Jeuxvideo.com, 23 juillet 2013.
110. ↑  (de) Björn Balg, « Mega Man Unlimited - Test », sur Eurogamer, 18 juillet 2013.
111. ↑  (en) Alex Newhouse, « This Fan-Made Mega Man Game Is Like Mario Maker, Comes Out This Week », sur GameSpot, 10 juillet 2017.
112. ↑  « L'univers du jeu indépendant - Mega Maker : faites vos propres stages de Mega Man ! », sur Jeuxvideo.com, 9 juillet 2017.
113. ↑  (en) Edge Staff, « Street Fighter X Mega Man review », sur Edge.
114. ↑  Anagund, « Test : Street Fighter X Mega Man », sur Jeuxvideo.com, 18 décembre 2012.
115. ↑  (en) Colin Moriarty, « A Fan-Made Tribute Becomes an Impromptu Anniversary Celebration », sur IGN.
116. ↑  Allegra Frank, « Mega Man looks fantastic in 2.5D fan remake », sur Polygon, 1er février 2017.
117. ↑  (en) Damien McFerran, « After Eight Years, The Fan-Made Mega Man 2.5D Is Finally Here », sur Nintendo Life, 1er février 2017.
118. ↑  ChewbieFR, « Une petite équipe publie le fangame Mega Man 2.5D », sur Jeuxvideo.com, 2 juillet 2017.

### Ressources bibliographiques
1. 1 2 3 4 5 6 7 8  Capcom  2010, p. 6–10.
2. 1 2 3  Capcom  2010, p. 117.
3. 1 2  Collectif d'auteurs Éditions Pix'n Love  2018, 1983-1993 : Mega Man - Le scénario, p. 113.
4. ↑  Collectif d'auteurs Éditions Pix'n Love  2018, 1983-1993 : Mega Man -  : Aux Origines, p. 115.
5. 1 2  Capcom  2010, p. 108–113.
6. 1 2 3 4 5 6 7  Capcom  1991, p. 50-51.
7. 1 2 3  Collectif d'auteurs Éditions Pix'n Love  2018, 1983-1993 : Mega Man -  : Une Musique épique, p. 122-124.
8. ↑  Collectif d'auteurs Éditions Pix'n Love  2018, 1983-1993 : Mega Man -  : À la conquête du monde, p. 125.
9. ↑  Collectif d'auteurs Éditions Pix'n Love  2018, 1983-1993 : Et Mega Man fut, p. 30.